# Морадаоглу, Каган
Каган Морадаоглу (тур. Kağan Moradaoğlu; род. 10 января 2003, Трабзон) — турецкий футболист, вратарь клуба «ББ Эрзурумспор».

## Клубная карьера
Морадаоглу — воспитанник клубов «1461 Трабзон» и «Трабзонспор». 19 февраля 2021 года в матче против «Истанбул Башакшехир» он дебютировал в турецкой Суперлиге. 